# Résidence services seniors
 (décembre 2010).
Si vous disposez d'ouvrages ou d'articles de référence ou si vous connaissez des sites web de qualité traitant du thème abordé ici, merci de compléter l'article en donnant les références utiles à sa vérifiabilité et en les liant à la section « Notes et références ».

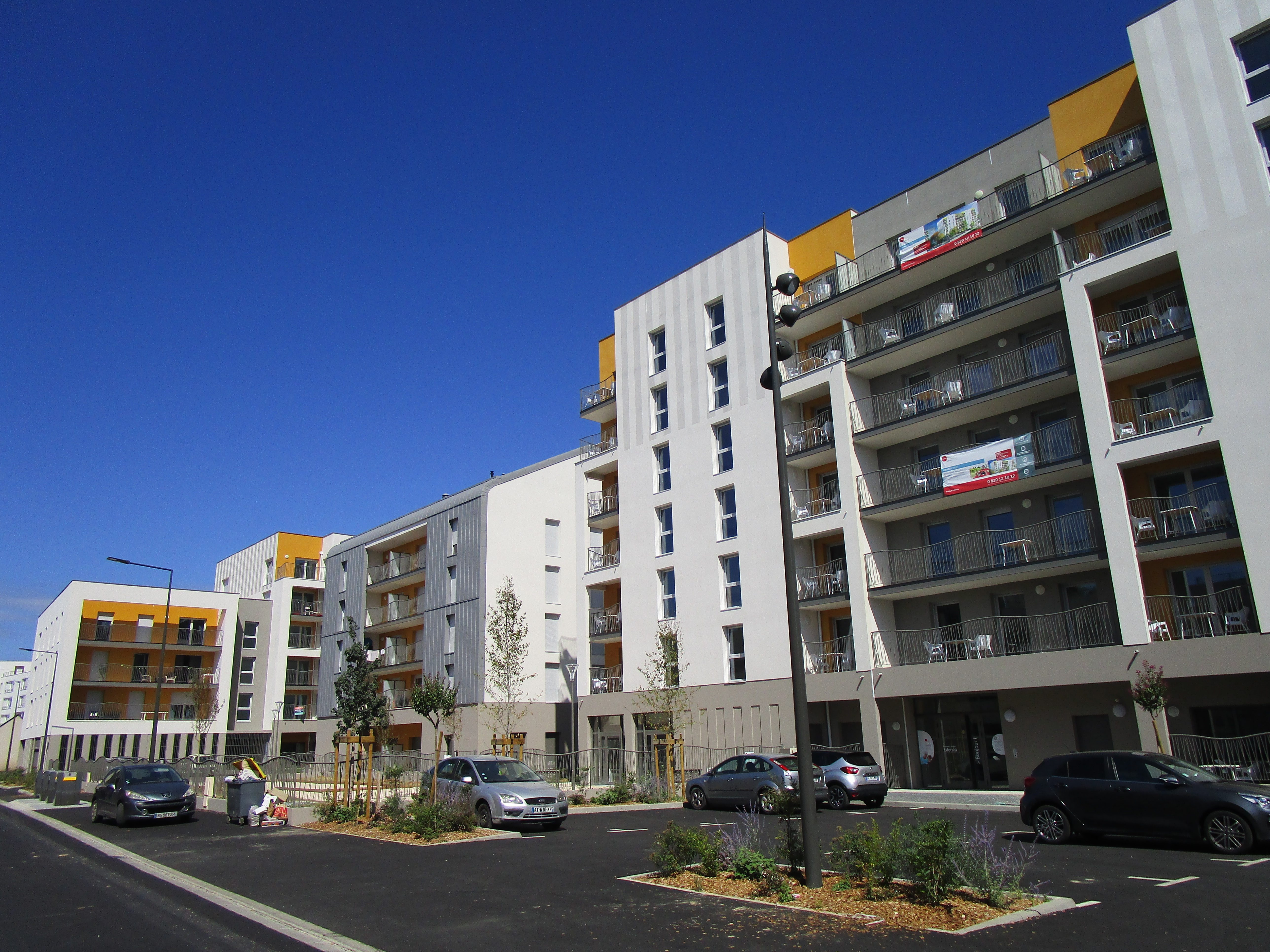
Résidence senior du quartier Monconseil de Tours, en France.

Les résidences services seniors sont des résidences pour personnes âgées.

## Organisation
Les résidences services seniors s’adressent à des personnes âgées autonomes, valides et semi-valides de plus de 60 ans, qui désirent vivre en appartement ou en maison, tout en profitant de la convivialité et de la sécurité assurées par les équipes en place.
Elles sont constituées d’appartements individuels (de 1, 2, 3 ou 4 pièces) et de maisons de plain-pied. Elles ont pour objectif de procurer aux résidents une indépendance et de garantir une convivialité dans des lieux de vie adaptés et aménagés tels le restaurant, le salon ou l'espace forme. Elles sont sécurisées (accueil 7/7 jours, interphone, portails aux accès de la résidence…) et adaptées à une clientèle senior (ascenseurs, équipement des appartements...).
Suivant leurs besoins, les résidents peuvent également choisir des services complémentaires : assistance 24 h sur 24, restauration à l'unité, en demi-pension ou en pension complète, ménage, blanchisserie, etc.
Créé à la fin des années 1970, le concept de résidence avec services diffère de celui d’une maison de retraite ou celui d’une résidence médicalisée. Les années passant, et l’espérance de vie grandissante, la clientèle des résidences avec services s’est déportée sur une tranche d’âge de 70 à 75 ans, puis 75 à 80, puis aujourd’hui une large fourchette allant de 75 à 90 ans, si tant est que l’autonomie et l’indépendance demeurent. Outre le fait de disposer en plus de son appartement, d’un ensemble de services et de loisirs, le principal critère de venue dans une résidence avec services reste la sécurité des biens et des personnes pour 95 % des personnes qui font le choix de ce style d’habitat.
La restauration et la convivialité sont les deux critères suivants. Parmi les résidences avec services, on en trouve aujourd’hui de plusieurs types :
- celles en copropriété verticales ou les résidents seront soit copropriétaires soit locataires d’un propriétaire bailleur (dans le cadre d’un bail de 3 ans ou de 6 ans – Loi du 6 juillet 1989). Dans ce cas les copropriétaires décident du fonctionnement de leur résidence en collaboration avec un Syndic élu par l’assemblée générale de la copropriété ;
- celles locatives, ou les résidents sont les locataires d’un propriétaire bailleur unique voire de plusieurs propriétaires. En général, dans ce type de structure, on retrouve une association de locataires type association loi de 1901 qui parfois s’occupe du fonctionnement des services de la résidence ;
- celles locatives, ou les résidents sont les locataires d’une multitude de propriétaires bailleurs qui ont acquis leur bien en vue d’une défiscalisation (souvent Loi Scellier Censi-Bouvard), lesquels propriétaires confient la gestion de leur résidence à un Exploitant spécialisé ;
- celles, en copropriété ou locative horizontale, sous la forme de petites maisons réunies autour d’un Club de services.

Les résidences avec services seniors font actuellement l’objet d’un intérêt croissant de la part des acteurs de l’immobilier et la démographie démontre que ce type de concept a des belles années devant lui. Xerfi estime que le marché va passer de 374 résidences en 2012 à plus de 1 000 résidences opérationnelles à l'horizon 2020 pour un total de 83 000 logements. Ce marché devrait atteindre 1147 résidences pour fin 2023, avec un ensemble de 92 273 logements. Ces dernières seront alors susceptibles d’accueillir plus de 106 000 seniors.

## Quelques originalités
Sans pour autant proposer une vie en béguinage, certaines résidences peuvent offrir, en plus des services habituels, des activités spirituelles. C'est le cas des résidences Villa Médicis à Autun et Paray le Monial en Saône-et-Loire, seules résidences catholiques dans l'Hexagone[réf. nécessaire].

## Financement
Chaque résident a la possibilité d'acheter ou de louer son appartement selon les modalités fixées par la résidence. Malgré les charges (rémunération du personnel et entretien des salons et parties communes), la résidence services est une solution souvent moins onéreuse qu'une maison de retraite pour les personnes âgées autonomes.
Dans les résidences seniors de nouvelle génération, celles proposées à la location, on distingue entre 3 types d'acteurs :
- L'investisseur, qui peut être soit un particulier investissant une partie de ses revenus dans le cadre des nombreux dispositifs de défiscalisation existants (LMNP, Censi-Bouvard ou loi Pinel), soit un investisseur institutionnel (caisse de retraite, mutuelle, SCPI, OPCI, Caisse des Dépôts et Consignations, etc.). On parle alors de vente à la découpe dans le premier cas et de vente en bloc dans le second cas. Le ou les investisseurs possèdent les murs.
- Le gestionnaire-exploitant, qui peut ou non être lié au promoteur à l'origine de la résidence. Le gestionnaire-exploitant assure la gestion quotidienne de la résidence (animations, restauration, etc.) et assume le risque de vacances des logements. Il est engagé vis-à-vis de l'investisseur via un bail commercial dans lequel il accepte de reverser des loyers fixes pour une durée de 9 à 11 ans.
- Le locataire, qui est le senior. Dans les résidences de nouvelle génération, on compte seulement 2% à 3% de propriétaires occupants[3].

## Les résidences services seniors en France

### Régime juridique en copropriété
Les résidences services pour seniors en copropriétés bénéficient depuis la loi LME, d’un statut spécifique, destiné à faciliter la gestion de ces dernières et pérenniser ce type de résidences, instaurant notamment l'obligation d'avoir un conseil syndical.

### Réglementation incendie/sécurité des résidences services seniors
Les normes de sécurité et la réglementation incendie des résidences seniors diffèrent selon que leurs gestionnaires choisissent de maintenir ou non à leur domicile les résidents qui, entrés valides, deviendraient dépendants après leur admission dans la structure.
Selon les termes de la circulaire interministérielle 2007-36 du 15 mai 2007 :

« Les opérateurs faisant le choix de loger majoritairement des personnes autonomes sont soumis à la réglementation des bâtiments « d'habitation » issue de l'arrêté du 31 janvier 1986. Comme pour les bâtiments existants, les parties collectives de ces bâtiments restent soumises à la réglementation ERP (Etablissement Recevant du Public). Les gestionnaires optant pour ce choix d'application de la réglementation « habitation » devront bien entendu s'engager par écrit à respecter le seuil de GMP (niveau moyen de perte d’autonomie des résidents d’un établissement) et le taux maximal de personnes dépendantes autorisés. Dans les résidences classées "habitation", dès l'entrée dans la structure, les personnes âgées seront informées, par le biais du contrat de séjour, que la perte d'autonomie peut constituer un cas de résiliation de son contrat. Il est précisé que les maîtres d'ouvrage et les gestionnaires qui font le choix à l'origine d'accueillir une population autonome et souhaitent maintenir sur le long terme ces résidents, en accompagnant le vieillissement, peuvent bien entendu réaliser leurs opérations sous la réglementation ERP de type J. Ceci permettra de répondre, sans modifications du bâti, à la survenance de la dépendance. »

En résumé, les personnes âgées qui résident dans une résidence seniors classée "habitation" devront être relogés dans un établissement adapté (EHPAD) en cas de perte d'autonomie, alors que ceux qui auront fait le choix d'une structure classée ERP de type J pourront demeurer à leur domicile quelle que soit l'évolution de leur autonomie.

### Syndicats d'opérateurs
Plusieurs syndicats d'opérateurs existent, comme Le SNRA (Syndicat National des Résidences avec services pour Ainés), créé en 2010, membre de la fédération des services à la personne, ou encore la section du SYNERPA dédiée aux Résidences Avec Services pour Seniors, créé en juin 2013.